# Бастид (Источни Пиринеји)
Бастид (фр. Bastide) је насељено место у Француској у региону Лангдок-Русијон, у департману Источни Пиринеји.
По подацима из 2011. године у општини је живело 81 становника, а густина насељености је износила 5,18 становника/km².

## Демографија
| 1990. | 2011. |
| ----- | ----- |
| 64    | 81    |